# Алдая
Алдая, Альдая (валенс. Aldaia (офіційна назва), ісп. Aldaya) — муніципалітет в Іспанії, у складі автономної спільноти Валенсія, у провінції Валенсія. Населення — 30 303 особи (2010).

## Географія
Муніципалітет розташований на відстані близько 300 км на схід від Мадрида, 6 км на захід від Валенсії.

## Демографія
Динаміка населення (INE ):

## Уродженці
- Вісенте Гільйот (*1941) — іспанський футболіст, нападник.

## Галерея зображень

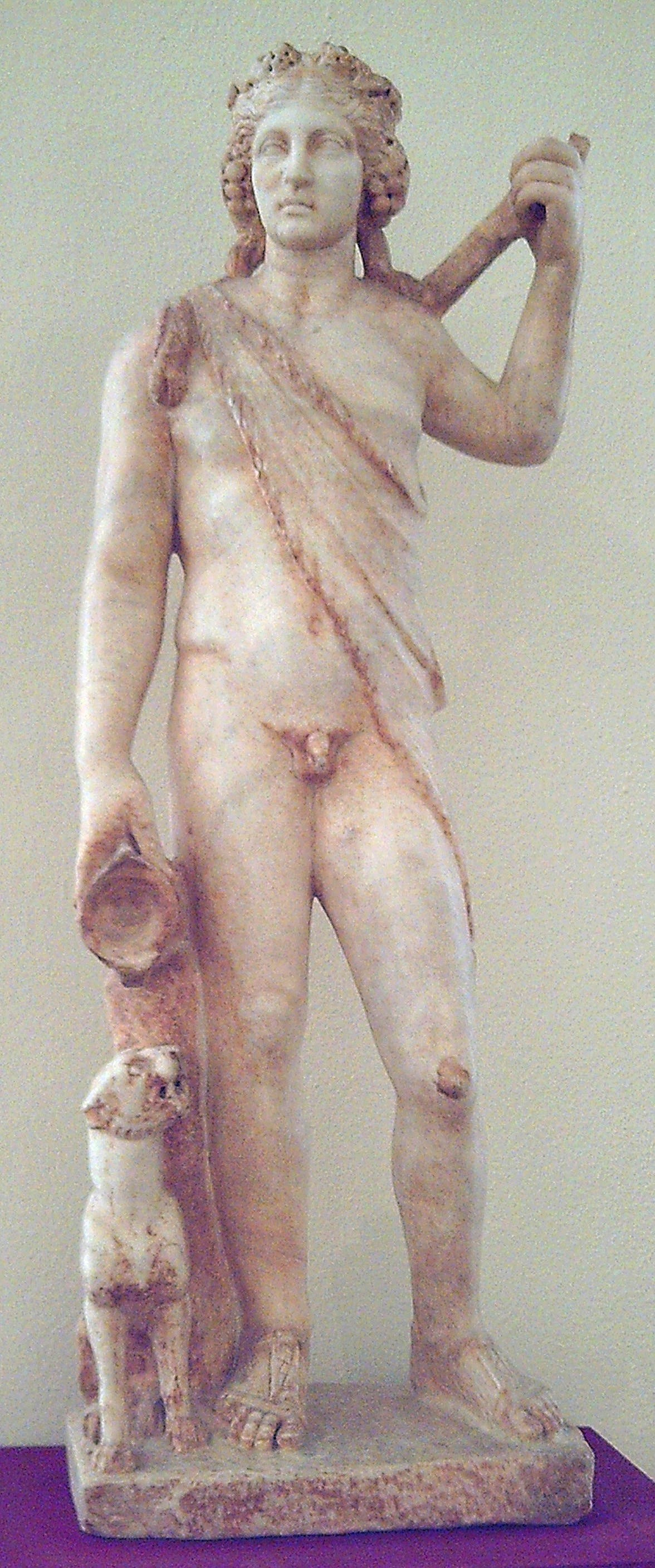
Baco de Aldaya (M.A.N., Madrid)
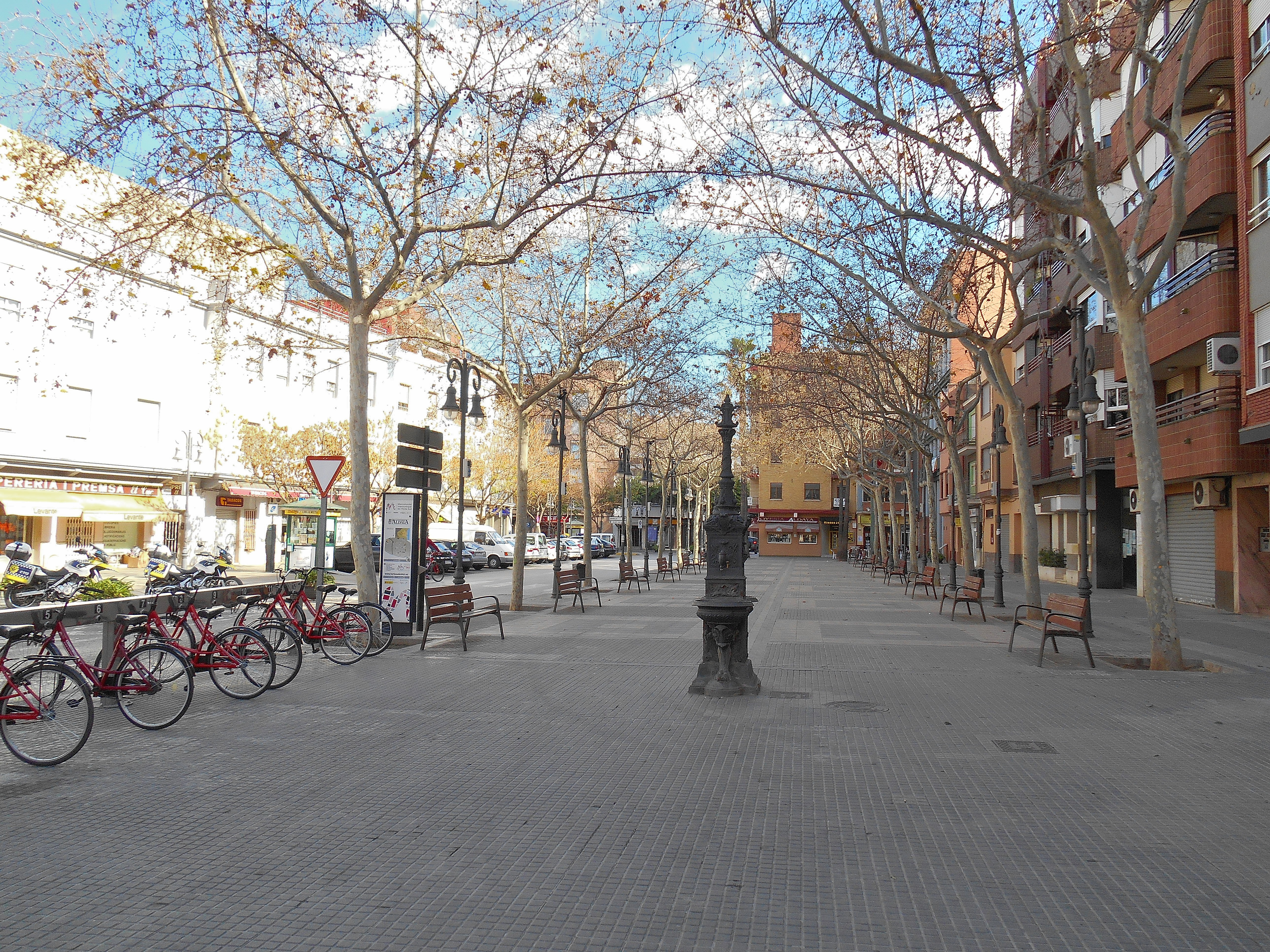
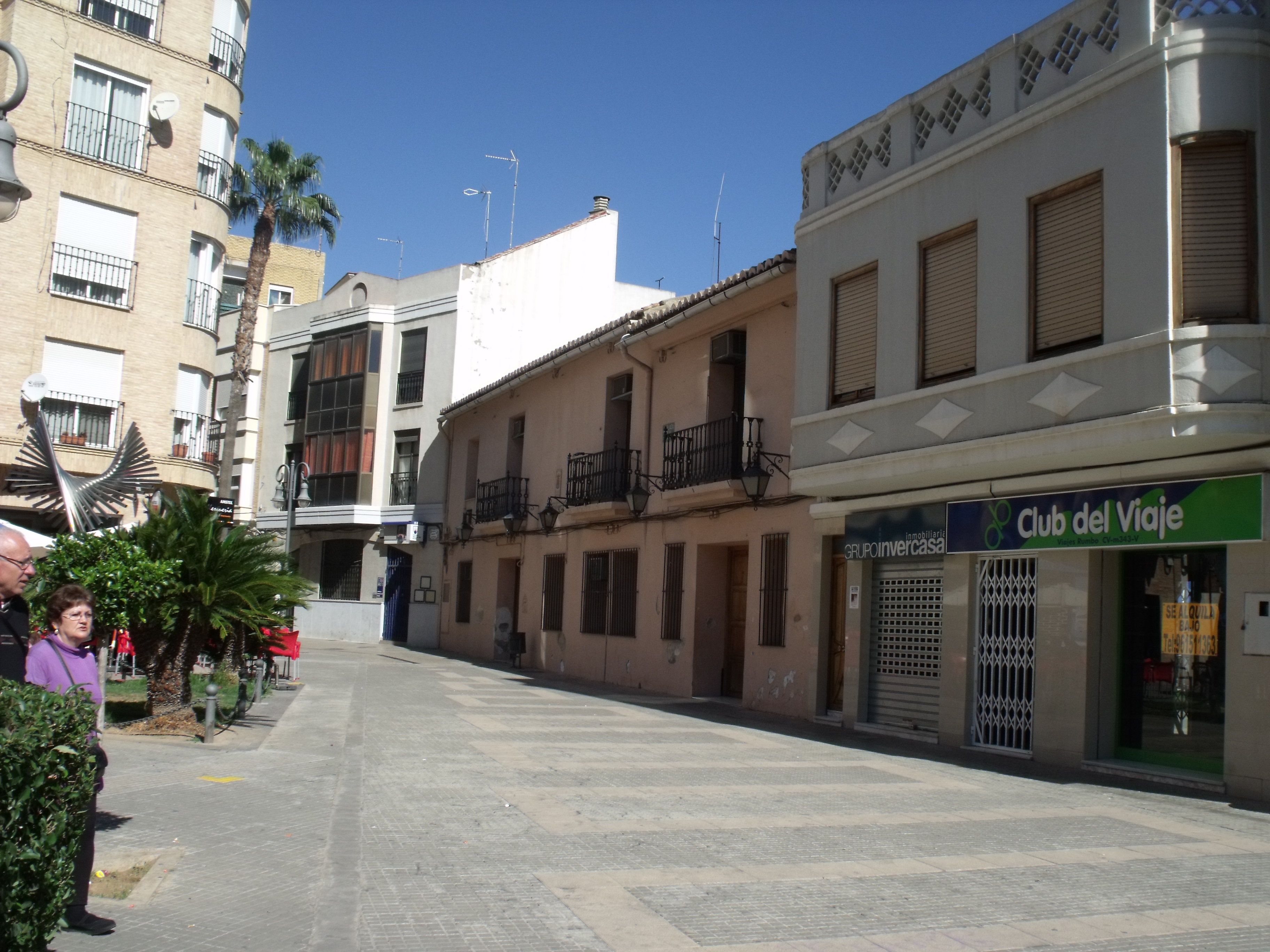
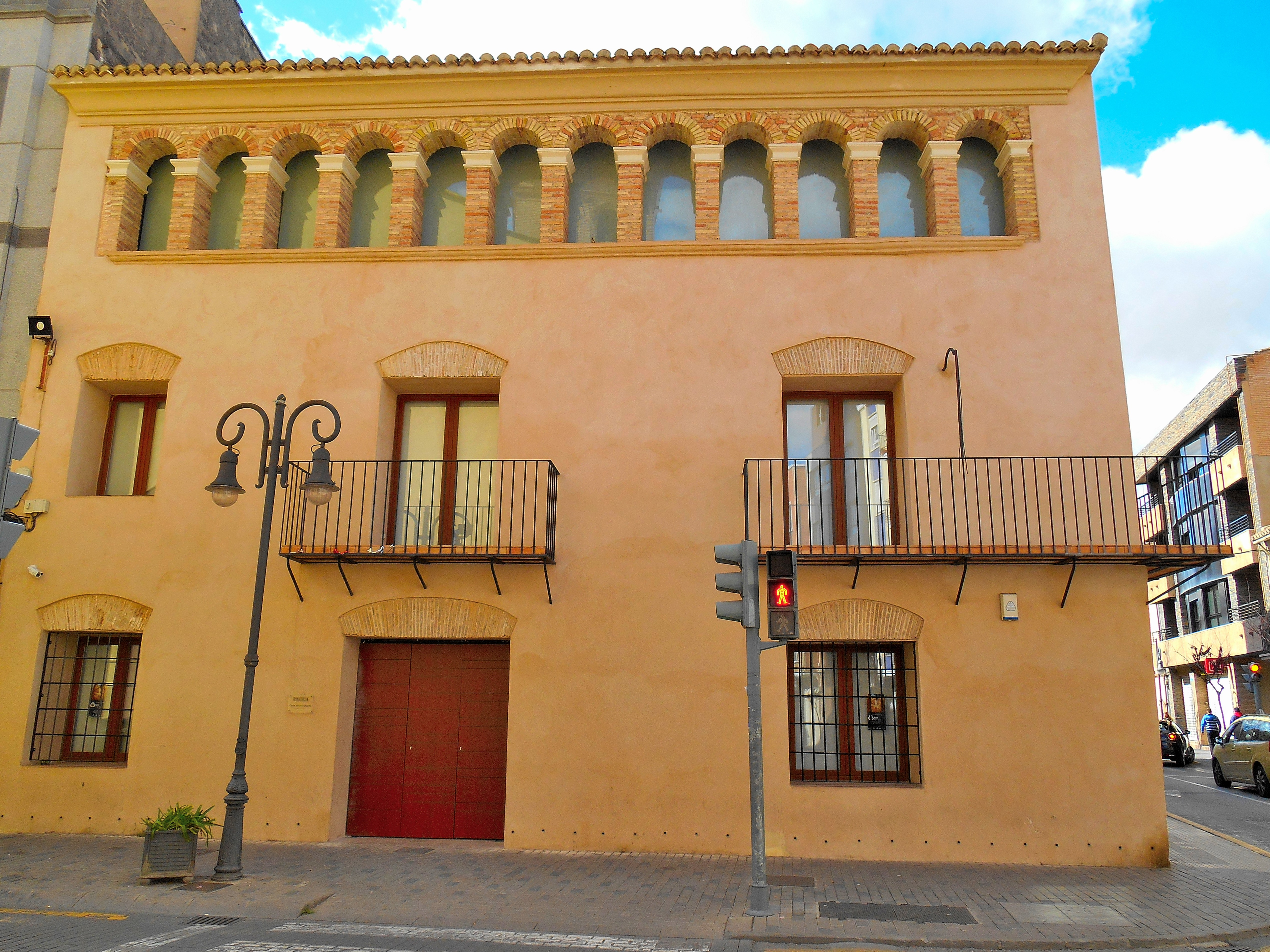
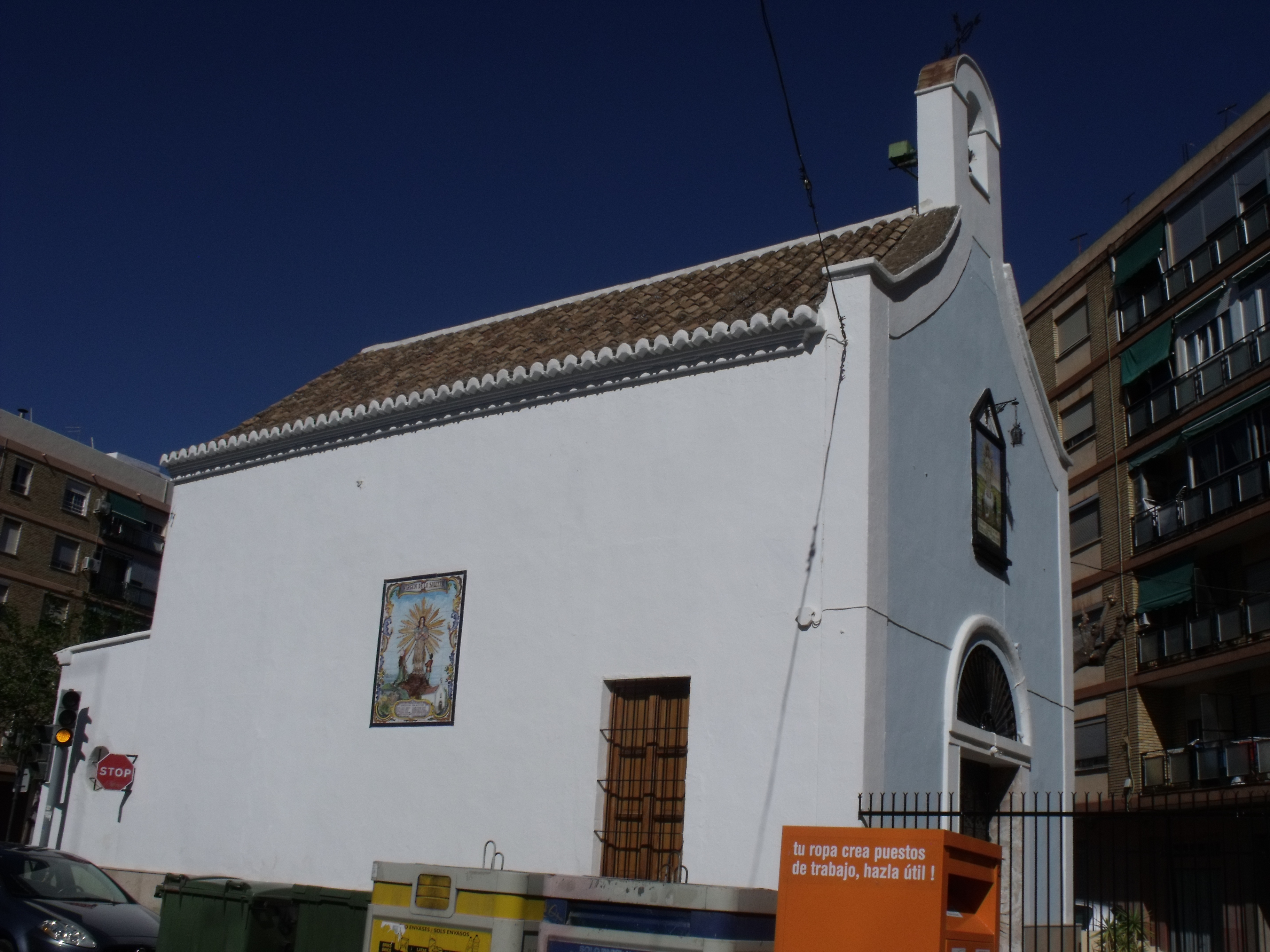
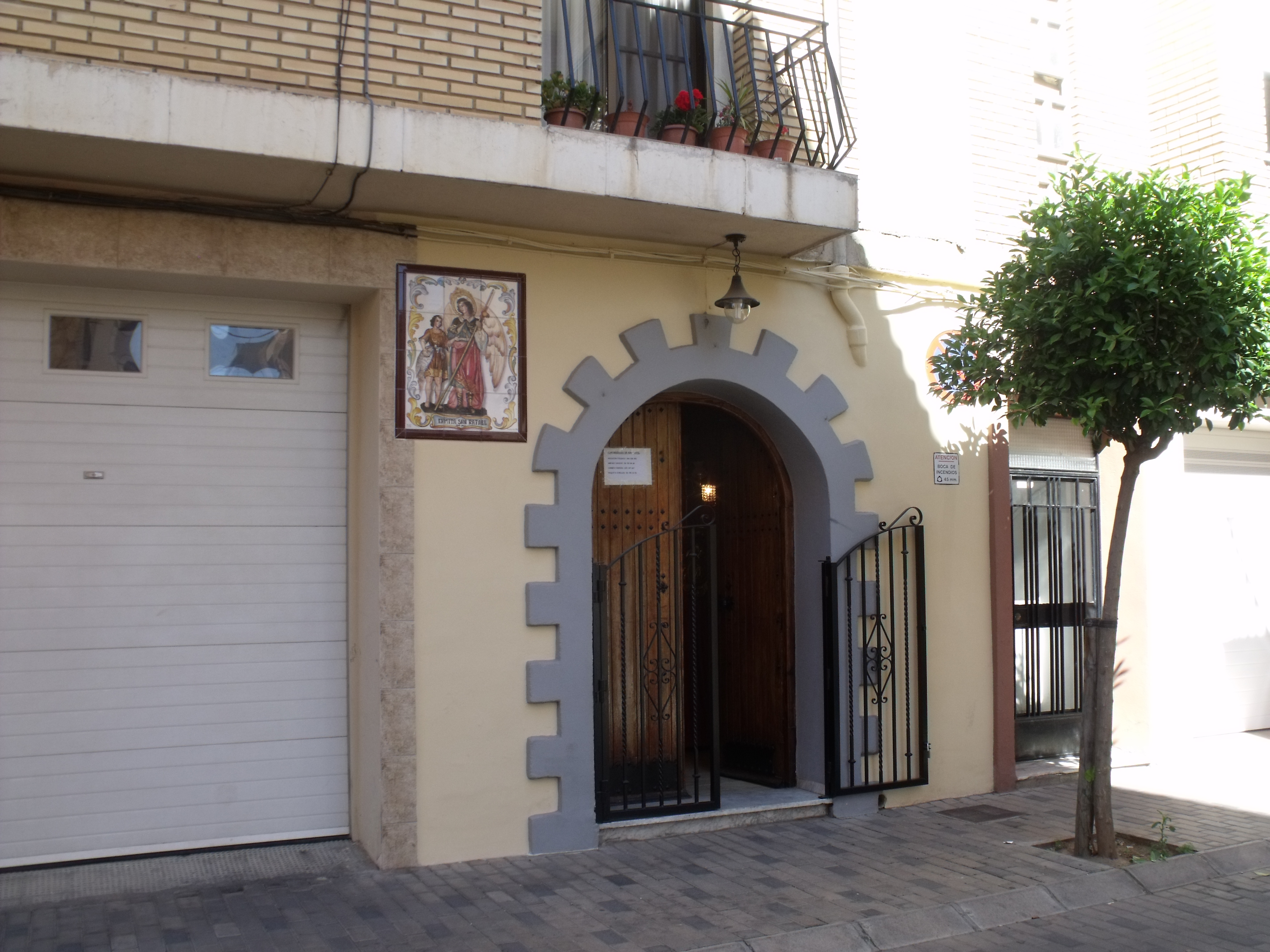
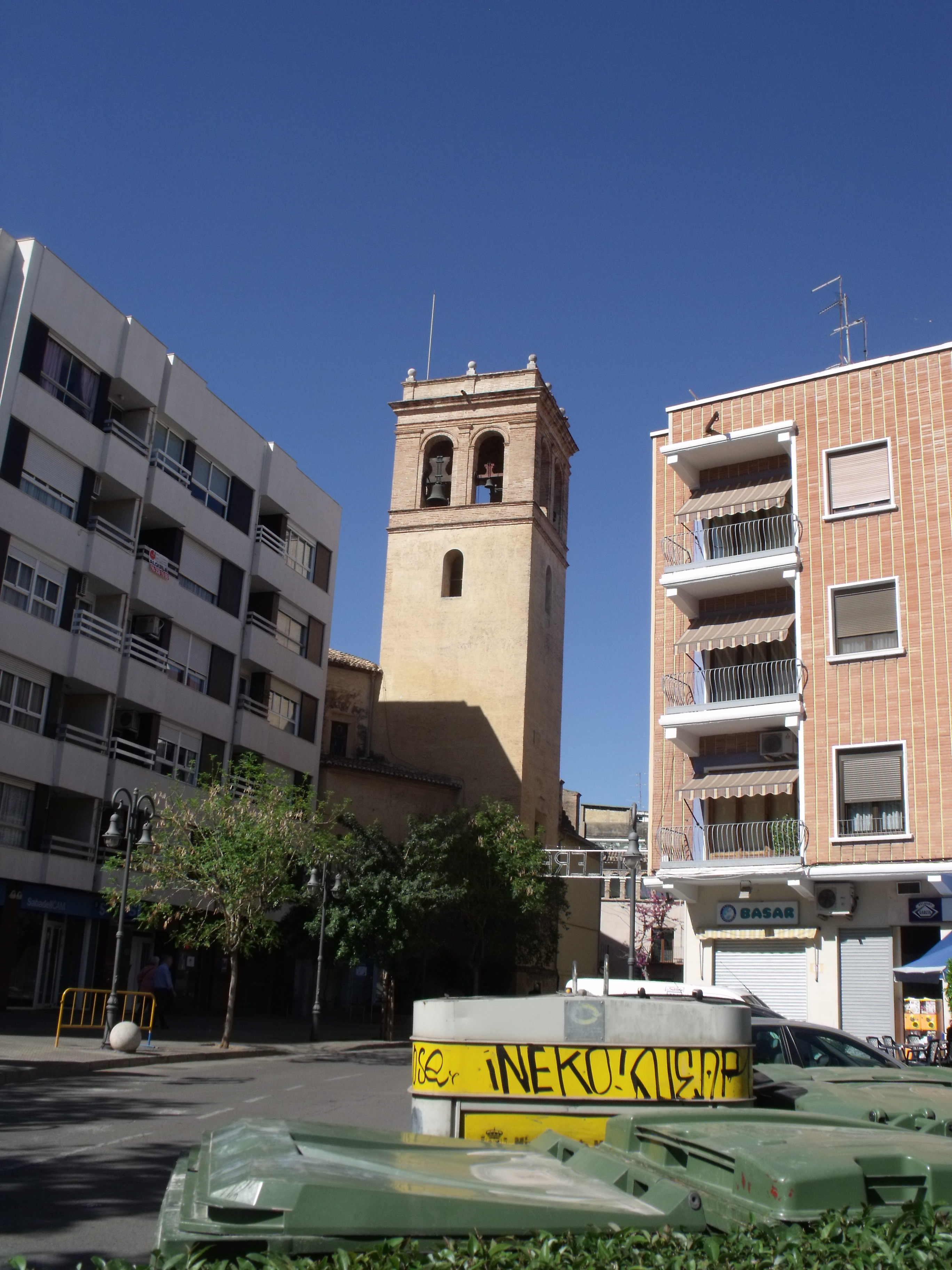
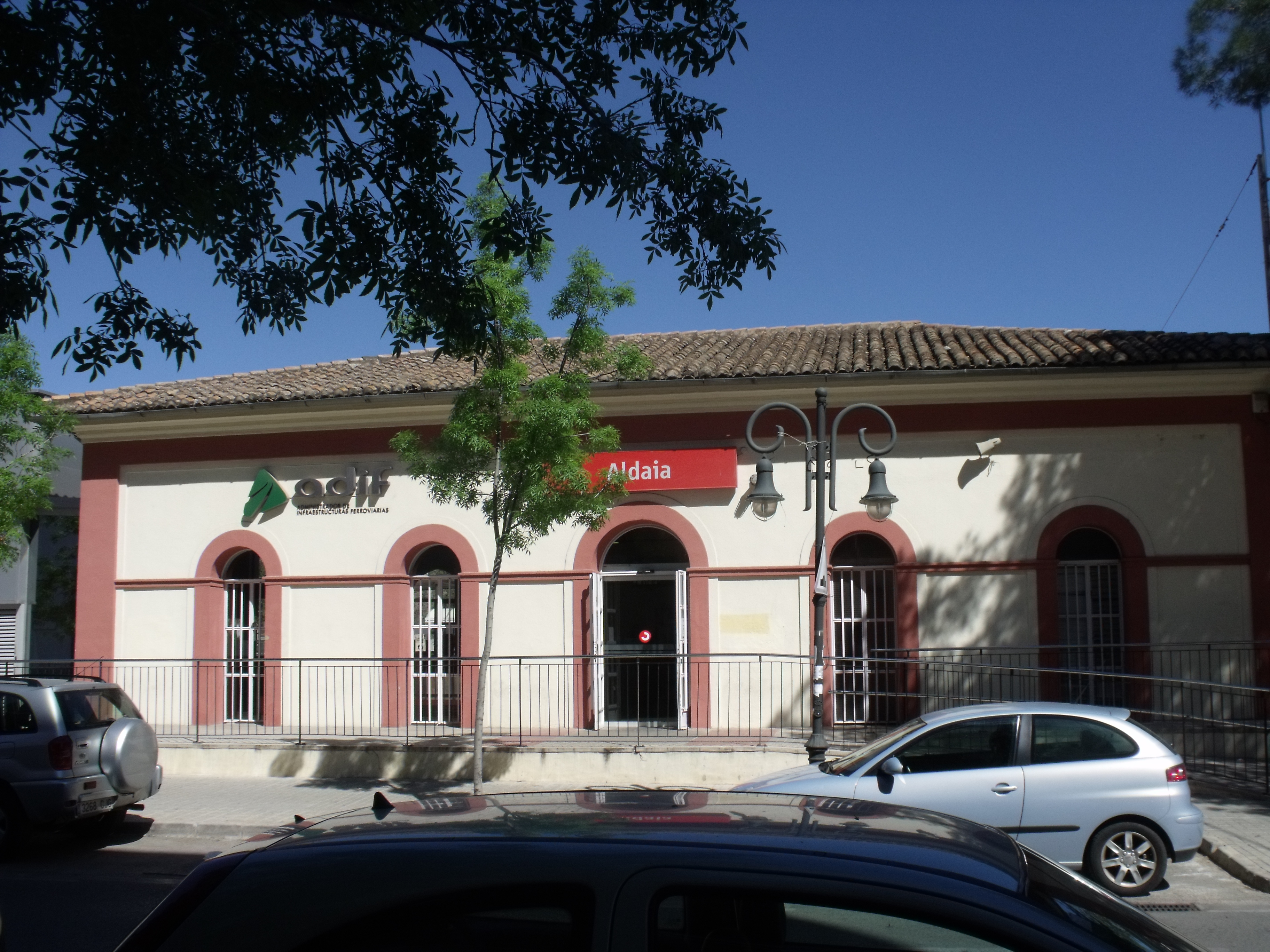
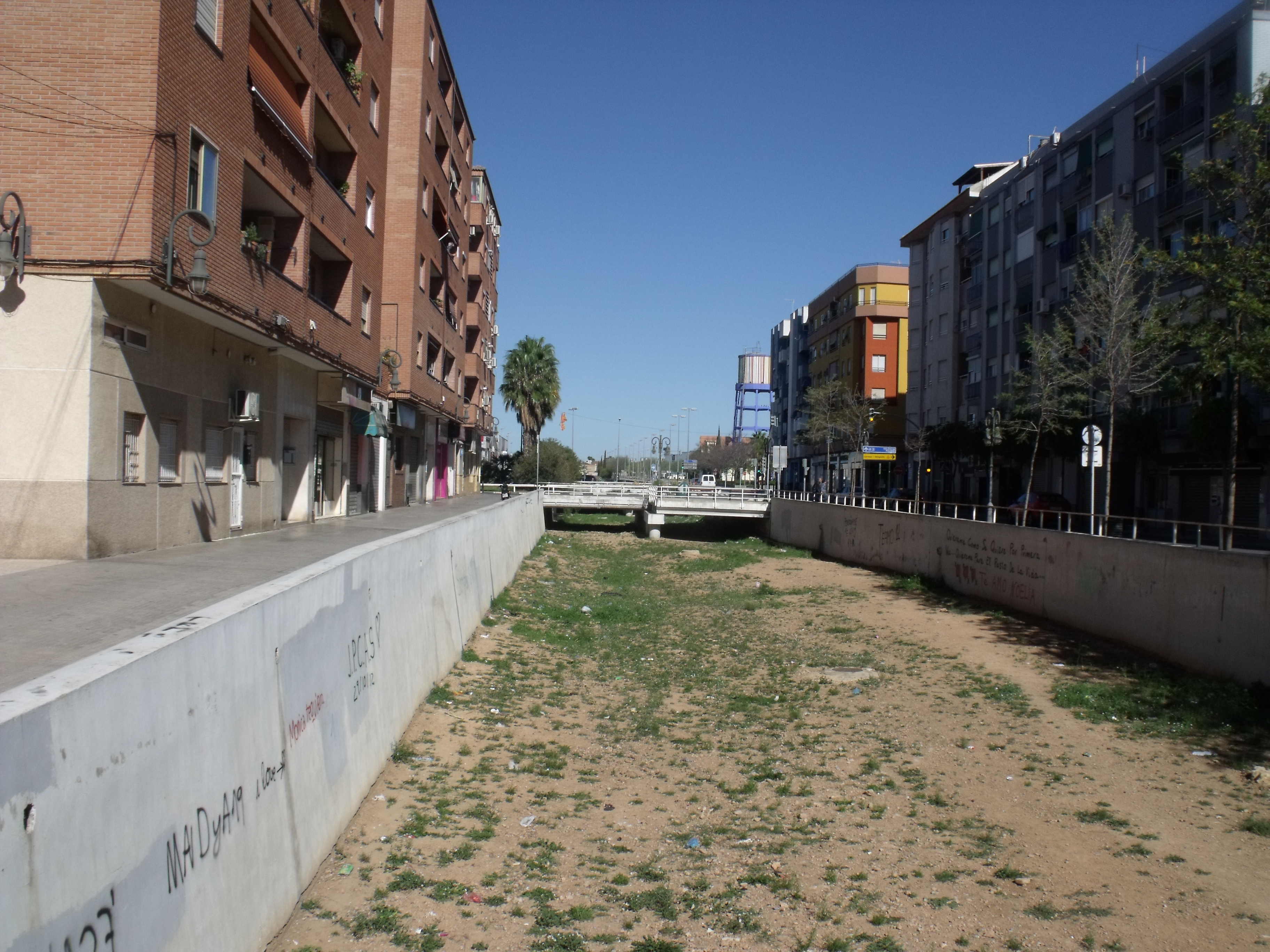